# Moroccan Football League 2019
La Moroccan Football League 2019 è stata la 1ª edizione del campionato di football americano di primo livello, organizzato dalla AMFA.
Gli ultimi incontri della stagione regolare sono stati rinviati e non è noto se il torneo sia stato completato.

## Squadre partecipanti
| Club                 | Città      | Stadio | Sponsor ufficiale |
| -------------------- | ---------- | ------ | ----------------- |
| Agadir White Sharks  | Agadir     |        |                   |
| Casablanca Stars     | Casablanca |        |                   |
| Marrakech Spartiates | Marrakech  |        |                   |
| Rabat Lions          | Rabat      |        |                   |
| Salé Black Mambas    | Salé       |        |                   |
| Salé Jaguars         | Salé       |        |                   |

## Stagione regolare

### Calendario

#### 1ª giornata
| Salé 20 gennaio 2019, ore 15:00 | Salé Jaguars | 20 – 12 | Rabat Lions | Centre Sportif Moulay Rachid |

#### 2ª giornata
| Casablanca 27 gennaio 2019, ore 15:30 | Casablanca Stars | 16 – 0 | Marrakech Spartiates | City Soccer 5 |

#### 3ª giornata
| Salé 17 febbraio 2019 | Salé Black Mambas | 12 – 8 | Salé Jaguars |  |

#### 4ª giornata
| Oulad Teima 3 marzo 2019, ore 15:00 | Agadir White Sharks | 24 – 0 | Marrakech Spartiates | Domaine Villate Limoune |

#### 5ª giornata
| 14 aprile 2019 | Casablanca Stars | - – - (rinviata) | Agadir White Sharks |  |

#### 6ª giornata
| 2019 | Rabat Lions | - – - (rinviata) | Salé Black Mambas |  |

### Classifica
La classifica della regular season è la seguente:
- PCT = percentuale di vittorie, G = partite giocate, V = partite vinte,  P = partite perse, PF = punti fatti, PS = punti subiti

#### North Conference
| Pos. | Squadra           | PCT   | G | V | N | P | PF | PS |
| ---- | ----------------- | ----- | - | - | - | - | -- | -- |
| 1    | Salé Black Mambas | 1.000 | 1 | 1 | 0 | 0 | 12 | 8  |
| 2    | Salé Jaguars      | .500  | 2 | 1 | 0 | 1 | 28 | 24 |
| 3    | Rabat Lions       | .000  | 1 | 0 | 0 | 1 | 12 | 20 |

#### South Conference
| Pos. | Squadra              | PCT   | G | V | N | P | PF | PS |
| ---- | -------------------- | ----- | - | - | - | - | -- | -- |
| 1    | Agadir White Sharks  | 1.000 | 1 | 1 | 0 | 0 | 24 | 0  |
| 2    | Casablanca Stars     | 1.000 | 1 | 1 | 0 | 0 | 16 | 0  |
| 3    | Marrakech Spartiates | .000  | 2 | 0 | 0 | 2 | 0  | 40 |